# Чох
Чох (авар. Чӏохъ) — село (аул) в Гунибском районе Дагестана. Административный центр муниципального образования Чохский сельсовет, куда входят также сёла Коммуна и Гамсутль. Один из важных культурных центров Дагестана.

## Этимология
По предположению Исламмагомедова А. И., возникновение названия селения Чох, звучащее в разговорной речи как «Чӏух», вполне могло быть связано с его месторасположением на крупной торговой трассе: место остановки каравана и ночлега — «чӏчIовух» (ав.яз.) со временем, возможно, несколько видоизменилось в «Чӏух».

## История
Чохское поселение — одно из самых древних на территории Северного Кавказа. Здесь обнаружена стоянка неолита. По итогам своей экспедиции по Северному Кавказу академик Николай Вавилов убедительно доказал, что Дагестан входил в очаг происхождения культурных злаков. Именно здесь происходило становление производящего хозяйства — земледелия и скотоводства. Подтверждением служат остатки поселения близ села Чох, 6 тыс. лет до н. э.
Летописание Чоха как самостоятельного поселения учёные ведут с 1300 года. Первая крепость была построена 700 лет назад. Через Чох проходил Великий шелковый путь, 6 дорог которого упирались в Чох. Чох, как и все дагестанские поселения, часто подвергался нападениям. Покидая захваченные аулы, военачальники оставляли своих потомков в качестве правителей.
Согласно легендам, в начале XIV века арабский завоеватель Абу-Муслим объединил 12 мелких сёл. Получился аул Чох. Аварское предание гласит, что Абу-Муслим, покидая Чох, оставил свою шашку, халат и знамя своему сыну. При этом завещал в день Ураза-байрам старшему из его рода подниматься на крышу соборной мечети и трижды махать шашкой в сторону аула Ругуджа, жители которого последними приняли ислам. Сам же Абу-Муслим погиб от стрелы, пущенной гидатлинцем, и похоронен в Хунзахе, склеп его сохранён до наших дней. Интересно, что старожилы Чоха до сих пор помнят, как неукоснительно соблюдался этот наказ Абу-Муслима ещё несколько десятков лет назад.

### Период горских обществ
В истории Чоха немало событий, прославивших горцев. В 1742 году здесь было разбито полчище Надир-Шаха. Тасмех-Кули-Хан под именем Надир-Шаха совершил много удачных походов, в том числе на Индостан — против великого Могола, и покорил его. Идти войной на Россию Надир-Шах побоялся. Но, нарушив Гянджинский договор, заключенный с русскими, решил покорить Дагестан. Ценой больших потерь, сломив упорное сопротивление горцев, он вторгся в Южный Дагестан. Действуя огнём и мечом, занял Казикумух. Пойти дальше он не решился и вернулся в Иран. В 1735 году Надир-Шах провозгласил себя шахом Ирана, а своего брата Ибрагим-Хана — правителем всего Кавказа. В 1738 году Ибрагим-Хан вторгся с 32-тысячным войском в Джар-Белоканы, но попал в засаду горцев, его войско было разбито, а он сожжен живым. Чтобы отомстить за брата, в 1741 году собрав 100-тысячную армию, вступил в пределы Дагестана. Озлобленный прежним поражением своих войск, шах уничтожил первые встретившиеся на его пути 14 аулов, сравнивая их с землей, беспощадно убивая женщин, стариков и детей. Крупное сражение произошло близ аулов Казикумух и Кубачи. В Аймакинском ущелье 20-тысячный отряд иранцев был полностью уничтожен. Решающее сражение произошло под аулом Чох. К сражающимся подошло подкрепление из Аварии и других областей. Когда же ряды горцев сильно поредели, в бой вступили женщины. Натиск горцев был настолько мощным, что войска Надира дрогнули и начали в беспорядке отступать. Поражение персов было полное. Шах и его свита чуть не попали в плен. Через 5 лет после разгрома под аулом Чох он был убит своим племянником Али-Кули-Ханом.

### XIX век
В феврале 1849 года князь Аргутинский, узнав, что Шамиль собирает значительные отряды, остановился с отрядом на возвышенностях Турчи-Дага. Разработав план наступления, он двинулся к Чоху, который издавна служил средоточием воинственных мятежников. Появление войск произвело большой переполох в Чохе. Вереницы арб, нагруженных имуществом жителей, и гурты скота потянулись из селения. В нем остались только его защитники, которые спрятались в укрепленных саклях. У Шамиля было 10 тыс. человек, расположившихся на левом берегу реки Кара-Койсу. Выбив горцев из первых завалов штыками, войска приступили к осаде. Укрепление Чоха упиралось с трех сторон в крутые недоступные обрывы. Сила позиции заставила князя Аргутинского отказаться от штурма и вести осаду. 11 августа началась бомбардировка Чоха, которая продолжалась из 24 орудий целую неделю. Стены, построенные искусным египетским инженером, были разбиты, две башни разрушены. Шамиль приказал наскоро делать завалы из бревен и корзин, насыпанных землей. Учитывая, что за завалами находились сильно укрепленные высоты, взять которые было трудно при данных силах, а сохранить за собой Чох, ввиду его отдаленности, еще труднее, князь Аргутинский отменил штурм и 21 августа отступил к ставке, потеряв в ходе штурма 260 человек убитыми и 340 ранеными. Говорят, во время осады Чоха Шамиль поклялся: «Если Аргутинский возьмет Чох, то с наибов я сниму чалмы».

### XX век
Маленький аул Чох, с первого дня Великой Отечественной войны проводил на фронт 300 земляков. Половина из них не вернулись с поля боя. Семья Даитовых проводила на фронт четверых сыновей, все они погибли. Многие чохцы, очищая родную землю от врага и освобождая страны Западной Европы от нацистов, прошли фронтовыми дорогами от Кавказа до Берлина. Четыре жителя Чоха расписались на рейхстаге в Берлине. Чохцы бережно хранят память о каждом своем земляке.

## Население
| 1869  | 1888  | 1895  | 1926  | 1939  | 1970 | 1989  |
| ----- | ----- | ----- | ----- | ----- | ---- | ----- |
| 1253  | ↗1537 | ↘1497 | ↗1527 | ↘1357 | ↘864 | ↗1789 |
| 2002  | 2010  | 2021  |       |       |      |       |
| ↗2746 | ↗3223 | ↗3332 |       |       |      |       |

## Инфраструктура
В селении не имеется газ, есть электричество,  водоснабжение, автодороги, сельская администрация, мечеть, полицейский участок,
дом культуры, средняя школа, больница, магазин, сельская библиотека, памятник Али Алиеву, памятник М. Омаров-Чохскому,  древний некрополь, дом-музей полковника Мамалова, памятник участникам ВОВ, памятник бюст Сталина,
развитие туризмазнаменитый архаичный крупный гостевой этнодом, так же  около 10 гостевых домов, смотровая площадка, конные прогулки, джипинг, зимой лыжный спорт.